# هیکیاکو

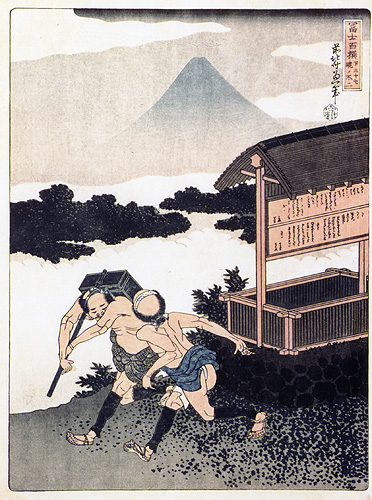
هیکیاکو در سال ۱۸۳۴ نقش چاپ چوبی اثر کاتسوشیکا هوکوسائی (۱۷۶۰–۱۸۴۹)

هیکیاکو (به ژاپنی: 飛脚 Hikyaku) پیک‌رسان‌هایی در ژاپن بودند که که نامه‌ها، اسناد، قبض‌ها و بسته‌ها را با استفاده از سیستمم ایستگاه‌های رله ای حمل می‌کردند. آغاز آن از شوگون‌سالاری کاماکورا (۱۱۸۵–۱۳۳۳) بود و با به وجود آمدن سیستم‌های مدرن در سال ۱۸۵۸ از بین رفت.
انواع گوناگونی از هیکیاکو وجود داشت.